# District de Kirchdorf
Le district de Kirchdorf est une subdivision territoriale du Land de Haute-Autriche en Autriche.

## Communes
Le district de Kirchdorf est subdivisé en 23 communes :
- Edlbach
- Grünburg
- Hinterstoder
- Inzersdorf im Kremstal
- Kirchdorf an der Krems
- Klaus an der Pyhrnbahn
- Kremsmünster
- Micheldorf in Oberösterreich
- Molln
- Nußbach
- Oberschlierbach
- Pettenbach
- Ried im Traunkreis
- Rosenau am Hengstpass
- Roßleithen
- Schlierbach
- Spital am Pyhrn
- St. Pankraz
- Steinbach am Ziehberg
- Steinbach an der Steyr
- Vorderstoder
- Wartberg an der Krems
- Windischgarsten